# Elitserien i handboll för herrar 1991/1992
Elitserien i handboll för herrar 1991/1992 vanns av Ystads IF, som även tog hem SM-slutspelet och därmed blev svenska mästare.

## Tabeller

### Höst
Not: Lag 1-8 spelar i elitserien även under våren. Lag 9-12 spelar under våren i allsvenskan.
| Nr | Lag                | S  | V  | O | F  | GM  | IM  | MS  | P  |
| -- | ------------------ | -- | -- | - | -- | --- | --- | --- | -- |
| 1  | Ystads IF          | 16 | 12 | 2 | 2  | 380 | 302 | +78 | 26 |
| 2  | IF Saab            | 16 | 9  | 2 | 5  | 357 | 324 | +33 | 20 |
| 3  | HK Drott (RM)      | 16 | 10 | 0 | 6  | 367 | 355 | +12 | 20 |
| 4  | IFK Karlskrona (U) | 16 | 9  | 1 | 6  | 303 | 311 | −8  | 19 |
| 5  | IFK Skövde         | 16 | 8  | 2 | 6  | 349 | 328 | +21 | 18 |
| 6  | IK Sävehof         | 16 | 8  | 1 | 7  | 361 | 332 | +29 | 17 |
| 7  | BK Söder           | 16 | 7  | 2 | 7  | 345 | 373 | −28 | 16 |
| 8  | Redbergslids IK    | 16 | 6  | 3 | 7  | 326 | 329 | −3  | 15 |
| 9  | Växjö HF (U)       | 16 | 7  | 1 | 8  | 343 | 356 | −13 | 15 |
| 10 | Irsta HF           | 16 | 5  | 3 | 8  | 346 | 354 | −8  | 13 |
| 11 | Lugi HF            | 16 | 5  | 0 | 11 | 319 | 346 | −27 | 10 |
| 12 | Ludvika HF (U)     | 16 | 1  | 1 | 14 | 289 | 375 | −86 | 3  |

### Vår
Not: Poängen från höstserien följer med till vårserien. Lag 1-2 till semifinal och lag 3-6 till kvartsfinal. Lag 7-8 har spelat färdig för säsongen och är klara för elitserien 1992/1993.
| Nr | Lag             | S  | V  | O | F  | GM  | IM  | MS  | P  |
| -- | --------------- | -- | -- | - | -- | --- | --- | --- | -- |
| 1  | Ystads IF       | 30 | 19 | 2 | 9  | 686 | 606 | +80 | 40 |
| 2  | IFK Skövde      | 30 | 17 | 3 | 10 | 656 | 622 | +34 | 37 |
| 3  | IK Sävehof      | 30 | 16 | 2 | 12 | 670 | 613 | +57 | 34 |
| 4  | IF Saab         | 30 | 15 | 4 | 11 | 684 | 644 | +40 | 34 |
| 5  | HK Drott        | 30 | 16 | 2 | 12 | 697 | 669 | +28 | 34 |
| 6  | Redbergslids IK | 30 | 13 | 5 | 12 | 626 | 619 | +7  | 31 |
| 7  | IFK Karlskrona  | 30 | 12 | 3 | 15 | 571 | 618 | −47 | 27 |
| 8  | BK Söder        | 30 | 11 | 4 | 15 | 642 | 707 | −65 | 26 |

## SM-slutspel

### Kvartsfinaler
- IF Saab–Redbergslids IK 24–19, 15–20, 19–17 (IF Saab vidare)
- IK Sävehof–HK Drott 21–24, 21–22 (HK Drott vidare)

### Semifinaler
- Ystads IF–IF Saab 32–18, 17–19, 23–12 (Ystads IF vidare)
- IFK Skövde–HK Drott 25–21, 14–21, 21–24 (HK Drott vidare)

### Finaler
- Ystads IF–HK Drott 25–19, 24–16, 24–18 (Ystads IF svenska mästare)

### Svenska mästare
Ystads IF blev 1992 svenska mästare för andra gången.

## Skytteligan
|   | Spelare          | Lag             | Antal mål |
| - | ---------------- | --------------- | --------- |
| 1 | Robert Andersson | Ystads IF       | 189       |
| 2 | Anders Bäckegren | Redbergslids IK | 167       |
| 3 | Bruno Bramanis   | BK Söder        | 159       |
| 4 | Magnus Weberg    | HK Drott        | 145       |
| 5 | Robert Stubb     | IFK Karlskrona  | 136       |

- Källa: [2]